# Kosmologia religijna
Kosmologia religijna – opisuje teorię świata. W zakres kosmologii religijnej wchodzą takie zagadnienia, jak powstanie świata (kosmogonia), etapy jego rozwoju, cel i koniec jego istnienia, oraz to jaka jest relacja pomiędzy nimi i ich znaczenie. Religijne mity często zawierają proces stworzenia świata jako akt agencji jednego lub wielu stwórców. Częstymi wątkami w tych mitach jest tworzenie ładu z chaosu lub z niczego (ex nihlo). Często w poszczególnych religijnych modelach świata pojawiają się cykle tłumaczące przebieg czasu i wydarzenia w tym okresie.

## Zaratusztrianizm
W kosmologii Zaratusztriańskiej świat jest manifestacją konfliktu między istnieniem i nieistnieniem. Dobro i zło toczą walkę, która ma zająć 12000 lat w 3000-letnich okresach. W pierwszym okresie dobro i zło są oddzielone pustką. Ahuru mazda i angra mainyu w swoich domenach światła i ciemności. Na końcu pierwszego okresu Angra majnyu przeszedł przez pustkę i zaatakował Ahru mazdę. Podczas tej walki Ahuru mazda wiedząc że będzie się to kontynuować w nieskończoność wyrecytował święty hymn i angra majnyu wycofał się w ciemność po czym Ahuru mazda stworzył świat i ludzi.

## Religie Abrahamowe
Według starożytnych Izraelitów świat był dyskiem unoszącym się na wodzie, z niebem ponad nim i zaświatami pod nim. Ludzie okupywali dysk, a po śmierci przenosili się do zaświatów, nie było systemu wynagradzania dobrych i złych uczynków. W czasach hellenistycznych Izraelici zaczęli adaptować koncept, że w zaświatach jest nagroda za dobre uczynki i kara za złe. W tym czasie stary 3-stopniowy model świata został zastąpiony greckim modelem ziemi jako globu zawieszonego w centrum kosmosu, wokół którego obracają się gwiazdy. W większości denominacji judaizmu, chrześcijaństwa i islamu wierzą, że pojedynczy niestworzony bóg stworzył świat i materię.

## Religie wywodzące się z Indii

### Hinduizm
Hinduizm nie ma pojedynczego modelu wszechświata i akceptuje wiele już od pierwszego wedyjskiego źródła; Rygwedy. Świat według hinduizmu mógł zostać stworzony, podtrzymywany i niszczony cyklicznie, przez bogów, boginie, lub sam z siebie. Powstać ze złotego jajka lub łona, lub sam z siebie.
Czas jest konceptualizowany jako cykliczna yuga trwająca biliony lat. W kosmologi nurtów hinduizmu świat jest dzielony na 3 do 12 światów które grają rolę w karmie i sansarze.

### Dźinizm
Według Dźinizmu świat nie został stworzony. Dźinistowskie pisma opisują wszechświat w kształcie mężczyzny stojącym w rozkroku i z dłońmi na talii.